# Вашингтон (округ, Колорадо)
Ва́шингтон (англ. Washington County) — округ в США, штате Колорадо. Получил своё название по имени первого президента США Джорджа Вашингтона. По состоянию на 2010 год, численность населения составляла 4 814 человек.

## География
По данным Бюро переписи США, общая площадь округа равняется 6 537 км², из которых 6 529 км² суша и 8 км² или 0,12 % это водоёмы.

### Соседние округа
- Логан (Колорадо) — северо-восток
- Юма (Колорадо) — восток
- Кит-Карсон (Колорадо) — юго-восток
- Линкольн (Колорадо) — юго-запад
- Адамс (Колорадо) — запад
- Арапахо (Колорадо) — запад
- Морган (Колорадо) — запад

## Демография
По данным переписи населения 2000 года в округе проживает 4 926 жителей в составе 1 989 домашних хозяйств и 1 408 семей. Плотность населения составляет 2 человека на км². На территории округа насчитывается 2 307 жилых строений, при плотности застройки 1 строение на км². Расовый состав населения: белые — 96,39 %, афроамериканцы — 0,04 %, коренные американцы (индейцы) — 0,57 %, азиаты — 0,10 %, гавайцы — 0,02 %, представители других рас — 2,03 %, представители двух или более рас — 0,85 %. Испаноязычные составляли 6,29 % населения независимо от расы.
В составе 31,30 % из общего числа домашних хозяйств проживают дети в возрасте до 18 лет, 60,70 % домашних хозяйств представляют собой супружеские пары проживающие вместе, 6,40 % домашних хозяйств представляют собой одиноких женщин без супруга, 29,20 % домашних хозяйств не имеют отношения к семьям, 26,20 % домашних хозяйств состоят из одного человека, 11,60 % домашних хозяйств состоят из престарелых (65 лет и старше), проживающих в одиночестве. Средний размер домашнего хозяйства составляет 2,46 человека, и средний размер семьи 2,97 человека.
Возрастной состав округа: 26,50 % моложе 18 лет, 6,30 % от 18 до 24, 24,80 % от 25 до 44, 24,20 % от 45 до 64 и 18,20 % от 65 и старше. Средний возраст жителя округа 40 лет. На каждые 100 женщин приходится 103,40 мужчин. На каждые 100 женщин старше 18 лет приходится 100,10 мужчин.
Средний доход на домохозяйство в округе составлял 32 431 USD, на семью — 37 287 USD. Среднестатистический заработок мужчины был 26 225 USD против 21 558 USD для женщины. Доход на душу населения был 17 788 USD. Около 8,60 % семей и 11,40 % общего населения находились ниже черты бедности, в том числе — 16,30 % молодёжи (тех кому ещё не исполнилось 18 лет) и 9,40 % тех кому было уже больше 65 лет.